# Emile Schevenels
Emile Schevenels (Lessen, 5 augustus 1876 - 5 januari 1959) was een Belgisch volksvertegenwoordiger en burgemeester.

## Levensloop
Schevenels werd vakbondssecretaris voor de vakbond van de steenhouwers.
Hij werd in 1921 verkozen tot gemeenteraadslid van Lessen, in 1922 werd hij schepen en van 1929 tot 1953 was hij burgemeester.
Hij werd ook socialistisch volksvertegenwoordiger voor het arrondissement Zinnik, van 1921 tot 1925 en van 1929 tot 1949.
In Lessen is er een Boulevard Emile Schevenels.